# Шатне (Верхняя Сона)
Шатне́ (фр. Châteney) — коммуна во Франции, находится в регионе Франш-Конте. Департамент — Верхняя Сона. Входит в состав кантона Со. Округ коммуны — Люр.
Код INSEE коммуны — 70140.

## География
Коммуна расположена приблизительно в 320 км к юго-востоку от Парижа, в 55 км северо-восточнее Безансона, в 15 км к северо-востоку от Везуля.

## Население
Население коммуны на 2010 год составляло 51 человек.
| 1962 | 1968 | 1975 | 1982 | 1990 | 1999 | 2010 |
| ---- | ---- | ---- | ---- | ---- | ---- | ---- |
| 56   | 60   | 44   | 40   | 46   | 45   | 51   |

## Администрация
| Период | Период | Фамилия       | Партия | Примечания |
| ------ | ------ | ------------- | ------ | ---------- |
| 2001   | 2004   | Жильбер Крики |        |            |
| 2004   | 2008   | Надин Този    |        |            |
| 2008   | 2014   | Даниэль Гио   |        |            |

## Экономика

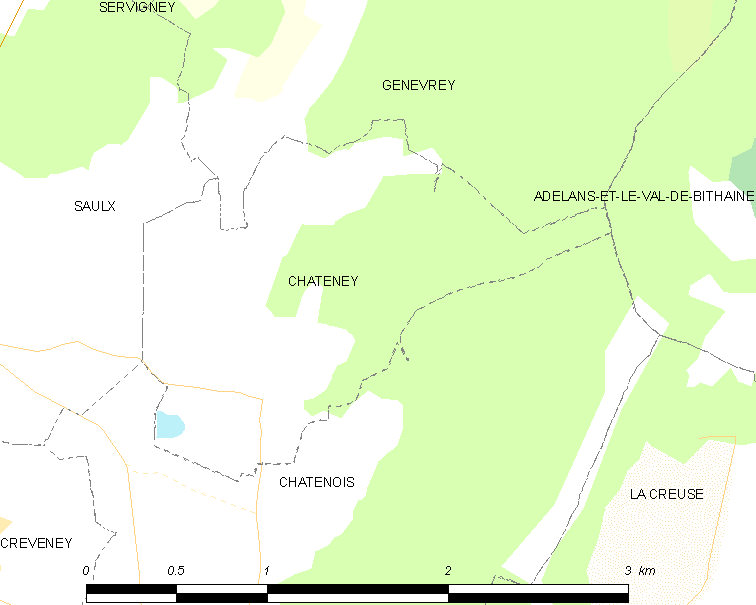
Карта коммуны

В 2010 году среди 32 человек трудоспособного возраста (15—64 лет) 23 были экономически активными, 9 — неактивными (показатель активности — 71,9 %, в 1999 году было 80,0 %). Из 23 активных жителей работали 22 человека (11 мужчин и 11 женщин), безработным был 1 мужчина. Среди 9 неактивных 2 человека были учениками или студентами, 6 — пенсионерами, 1 был неактивным по другим причинам.